# Hănășești
Hănășești románul: Hănășești, falu Romániában, Erdélyben, Fehér megyében.

## Fekvése
Aranyosvágás mellett fekvő település.

## Története
Hănăşeşti korábban Aranyosvágás része volt. 1956-ban vált külön településsé 204 lakossal.
1966-ban 210, 1977-ben 161, 1992-ben 116, a 2002-es népszámláláskor 93 román lakosa volt.